# Międzynarodowa Nagroda Matematyczna im. Jánosa Bolyaia
Międzynarodowa Nagroda Matematyczna im. Jánosa Bolyai – międzynarodowa nagroda ufundowana przez Węgierską Akademię Nauk. Nagroda nosi imię Jánosa Bolyaia i jest przyznawana co 5 lat matematykowi, który stworzył najlepszą, przełomową monografię matematyczną dotyczącą własnych nowych wyników i metod, opublikowaną w dowolnym miejscu w dowolnym języku w ciągu ostatnich piętnastu (wcześniej dziesięciu) Przy przyznawaniu nagrody uwzględniona jest również dotychczasowa praca naukowa autora. Laureata wybiera dziesięcioosobowa komisja w której składzie oprócz pięciu członków Wydziału Nauk Matematycznych Węgierskiej Akademii Nauk jest pięciu wybitnych matematyków zagranicznych. Nagrodzony otrzymuje pozłacany medal  z brązu oraz 25 000 dolarów nagrody pieniężnej.

## Historia
27 stycznia 1902 roku podczas obchodów 100. rocznicy urodzin Jánosa Bolyaia Węgierska Akademia Nauk ustanowiła międzynarodową nagrodę w wysokości 10 000 koron, przyznawaną co pięć lat  za wybitne osiągnięcia matematyczne. Nagroda miała uczcić pamięć nie tylko Jánosa, ale również jego ojca Farkasa  Bolyaia. W początkowym okresie o przyznaniu nagrody decydował Komitet powołany przez Węgierską Akademię Nauk. W skład pierwszego jury weszli dwaj członkowie Węgierskiej Akademii: Gyula Kőnig (Julies Koning), Gusztáv Rados oraz Jean Darboux z Francji i Felix Klein z Niemiec. Pierwszym laureatem nagrody został francuski matematyk Henri Poincaré. W 1909 roku członkami Międzynarodowego Komitetu Bolyaia zostali: Gyula Kőnig (Julies Koning), Gusztáv Rados, szwedzki matematyk Magnus Gösta Mittag-Leffler i Henri Poincaré. Podczas spotkania w Budapeszcie w październiku 1909 roku Komisja przyznała nagrodą Davidowi Hilbertowi. Po wybuchu I wojny światowej nagroda nie była przyznawana. Obaj przedwojenni laureaci nagrody nie odebarli osobiście w Budapeszcie, ale została ona im doręczona.
W 1994 roku Węgierska Akademia Nauk postanowiła wznowić przyznawanie nagrody. Przyjęto zasadę, że na rok przed przyznaniem nagrody Wydział Nauk Matematycznych Akademii wybiera komisję złożoną z pięciu członków zwyczajnych i pięciu wybitnych matematyków zagranicznych oraz mianuje jej przewodniczącego. Komitet podejmuje decyzję o przyznaniu nagrody nie później niż trzy miesiące przed jej  wręczeniem. Spośród członków komisji wybiera sprawozdawcę, który w momencie wręczania nagrody szczegółowo opisuje pracę zwycięzcy i sporządza z tego pisemne sprawozdanie.

## Nagrodzeni
- 2020: Terence Tao[6]
- 2015: Barry Simon[5][7]
- 2010: Jurij Manin[5]
- 2005: Michaił Gromow[5]
- 2000: Saharon Szelach[5]

## Medal
Wraz z nagrodą laureat otrzymywała złoty pamiątkowy medal wykonany według projektu Stefan Schwartz, urodzony na Węgrzech austriacki rzeźbiarz i medalier   Na awersie znalazł się widok Budapesztu z Zamkiem Królewskim, Mostu Łańcuchowego Széchenyiego i budynkiem Akademii, poniżej w ramce otoczonej wieńcem laurowym umieszczano imię zwycięzcy i rok przyznania nagrody, a w półkolu napis A Magyar Tudományos Akadémia Bolyai Érme. Na rewersie została umieszczona alegroria Wegierskiej Akademii Nauk jako postać kobiety z uniesioną dłonią rozdająca nektar wiedzy i trzymająca lewą rekę na tarczy,  poniżej napis Borúra Derû. Oryginalny złoty medal został wybity w Kremnicy i miał średnicę 70 mm. Po przywróceniu nagrodą jest pozłacany medal z brązu o średnicy 70 mm wykonany przy użyciu oryginalnego wzoru Schwartza z 1905 roku.
Dodatkowo laureat otrzymuje 25 000 USD w miarę możliwości finansowych organizatora. 